# Cailey Fleming
Cailey Presley Fleming (Picayune, 28 maart 2007) is een Amerikaans jeugdactrice.

## Carrière
Fleming begon in 2015 met acteren in de film Star Wars: Episode VII: The Force Awakens, waarna zij nog meerdere rollen speelde in films en televisieseries. Zij is vooral bekend van haar rol als Judith Grimes in de televisieserie The Walking Dead (2018-2022).

## Filmografie

### Films
Uitgezonderd korte films.
- 2024 IF - als Bea
- 2022 Addie and the Lightning Bugs - als Addie
- 2019 Star Wars: Episode IX: The Rise of Skywalker - als jonge Rey
- 2018 Peppermint - als Carly North
- 2018 Hover - als Greta Dunn
- 2018 Supercon - als Lizzie Fisher fan
- 2017 Armed Response - als Danielle
- 2016 Desolation - als Grace
- 2016 The Devil and the Deep Blue Sea - als negenjaar oude Millie
- 2015 Star Wars: Episode VII: The Force Awakens - als jonge Rey

### Televisieseries
Uitgezonderd eenmalige gastrollen.
- 2018-2022 The Walking Dead - als Judith Grimes - 53 afl.
- 2018 Better Things - als Sorrow - 4 afl.
- 2021 Loki - als jonge Sylvie